# Serres-Gaston
Pour les articles homonymes, voir Serres.
Serres-Gaston est une commune du Sud-Ouest de la France, située dans le département des Landes (région Nouvelle-Aquitaine).

## Géographie

### Localisation
Commune située dans la Chalosse, à l'est d'Hagetmau.

### Communes limitrophes
Les communes limitrophes sont Aubagnan, Coudures, Hagetmau, Sainte-Colombe et Samadet.
| Sainte-Colombe | Coudures      |          |
| Hagetmau       | Serres-Gaston | Aubagnan |
|                | Samadet       |          |

### Climat
Pour des articles plus généraux, voir Climat de la Nouvelle-Aquitaine et Climat des Landes.
Historiquement, la commune est exposée à un climat océanique aquitain.  
En 2020, Météo-France publie une typologie des climats de la France métropolitaine dans laquelle la commune est exposée à un climat océanique et est dans la région climatique  Aquitaine, Gascogne, caractérisée par une pluviométrie abondante au printemps, modérée en automne, un faible ensoleillement au printemps, un été chaud (19,5 °C), des vents faibles, des brouillards fréquents en automne et en hiver et des orages fréquents en été (15 à 20 jours).
Pour la période 1971-2000, la température annuelle moyenne est de 13,4 °C, avec une amplitude thermique annuelle de 14,7 °C. Le cumul annuel moyen de précipitations est de 1 100 mm, avec 11,8 jours de précipitations en janvier et 7,7 jours en juillet. Pour la période 1991-2020, la température moyenne annuelle observée sur la station météorologique la plus proche, située sur la commune d'Urgons à 5,89 km à vol d'oiseau, est de 14,0 °C et le cumul annuel moyen de précipitations est de 1 009,4 mm,. Pour l'avenir, les paramètres climatiques de la commune estimés pour 2050 selon différents scénarios d'émission de gaz à effet de serre sont consultables sur un site dédié publié par Météo-France en novembre 2022.

## Urbanisme

### Typologie
Au 1er janvier 2024, Serres-Gaston est catégorisée commune rurale à habitat dispersé, selon la nouvelle grille communale de densité à sept niveaux définie par l'Insee en 2022.
Elle est située hors unité urbaine. Par ailleurs la commune fait partie de l'aire d'attraction de Mont-de-Marsan, dont elle est une commune de la couronne,. Cette aire, qui regroupe 101 communes, est catégorisée dans les aires de 50 000 à moins de 200 000 habitants,.

### Occupation des sols

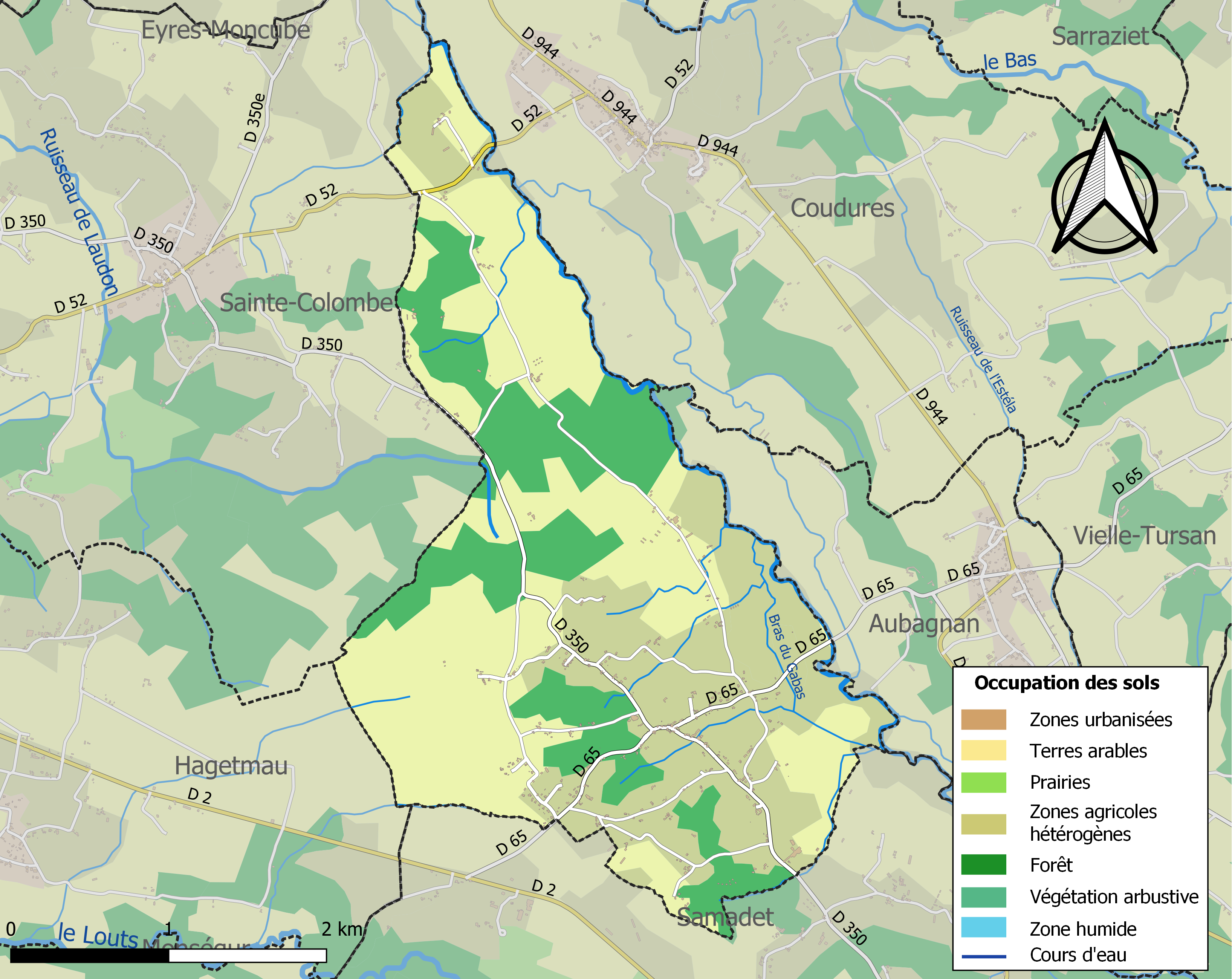
Carte des infrastructures et de l'occupation des sols de la commune en 2018 (CLC).

L'occupation des sols de la commune, telle qu'elle ressort de la base de données européenne d’occupation biophysique des sols Corine Land Cover (CLC), est marquée par l'importance des territoires agricoles (77 % en 2018), une proportion identique à celle de 1990 (77 %). La répartition détaillée en 2018 est la suivante : terres arables (44,8 %), zones agricoles hétérogènes (32,3 %), forêts (23 %). L'évolution de l’occupation des sols de la commune et de ses infrastructures peut être observée sur les différentes représentations cartographiques du territoire : la carte de Cassini (XVIIIe siècle), la carte d'état-major (1820-1866) et les cartes ou photos aériennes de l'IGN pour la période actuelle (1950 à aujourd'hui).

### Risques majeurs
Le territoire de la commune de Serres-Gaston est vulnérable à différents aléas naturels : météorologiques (tempête, orage, neige, grand froid, canicule ou sécheresse), inondations, mouvements de terrains et séisme (sismicité faible). Il est également exposé à un risque technologique,  le transport de matières dangereuses. Un site publié par le BRGM permet d'évaluer simplement et rapidement les risques d'un bien localisé soit par son adresse soit par le numéro de sa parcelle.

#### Risques naturels
Certaines parties du territoire communal sont susceptibles d’être affectées par le risque d’inondation par débordement de cours d'eau, notamment le Gabas et le ruisseau de Laudon. La commune a été reconnue en état de catastrophe naturelle au titre des dommages causés par les inondations et coulées de boue survenues en 1999, 2009 et 2018,.
Les mouvements de terrains susceptibles de se produire sur la commune sont des tassements différentiels.

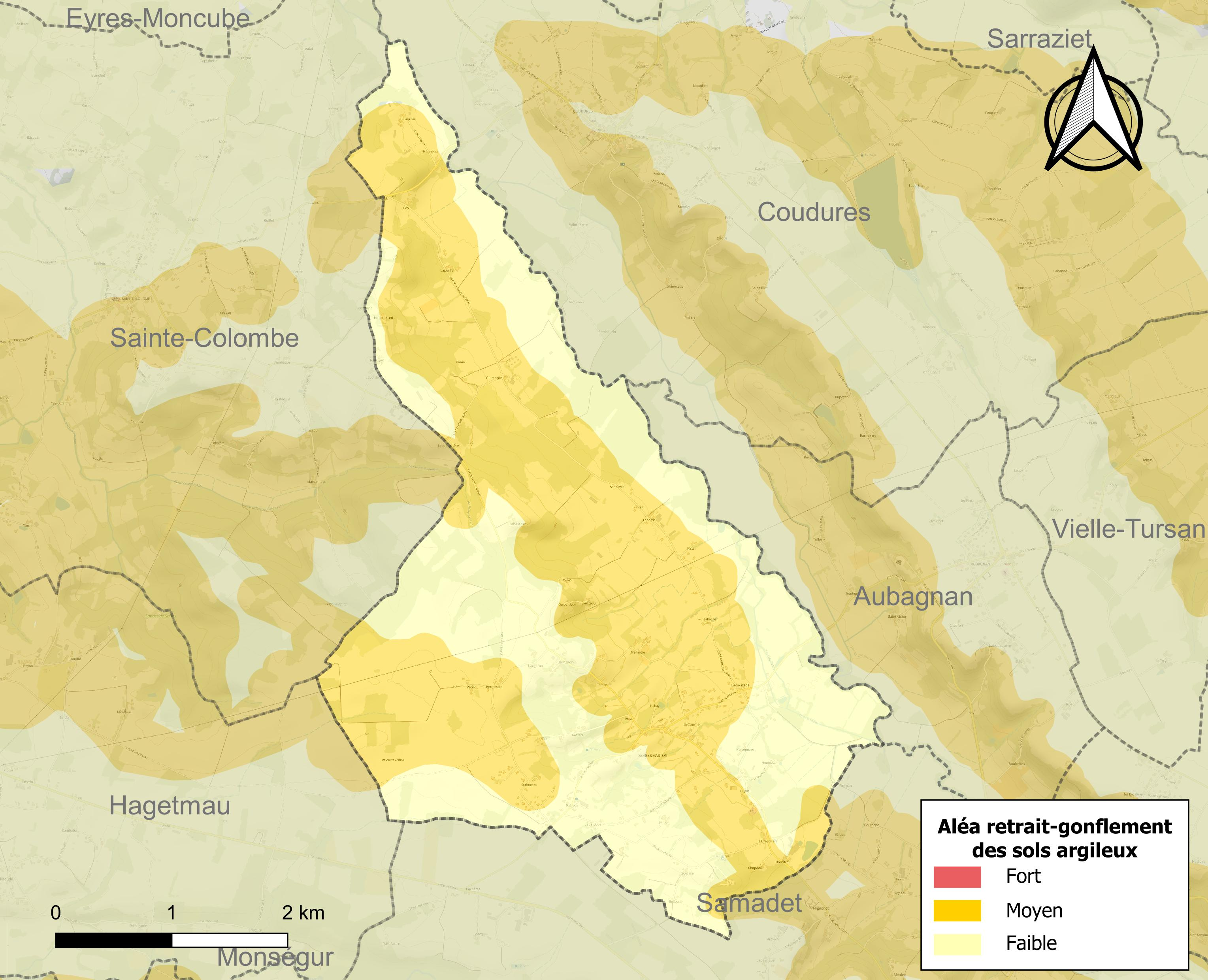
Carte des zones d'aléa retrait-gonflement des sols argileux de Serres-Gaston.

Le retrait-gonflement des sols argileux est susceptible d'engendrer des dommages importants aux bâtiments en cas d’alternance de périodes de sécheresse et de pluie. 55,5 % de la superficie communale est en aléa moyen ou fort (19,2 % au niveau départemental et 48,5 % au niveau national). Sur les 196 bâtiments dénombrés sur la commune en 2019,  115 sont en aléa moyen ou fort, soit 59 %, à comparer aux 17 % au niveau départemental et 54 % au niveau national. Une cartographie de l'exposition du territoire national au retrait gonflement des sols argileux est disponible sur le site du BRGM,.
Concernant les mouvements de terrains, la commune a été reconnue en état de catastrophe naturelle au titre des dommages causés par des mouvements de terrain en 1999.

#### Risques technologiques
Le risque de transport de matières dangereuses sur la commune est lié à sa traversée par une ou des infrastructures routières ou ferroviaires importantes ou la présence d'une canalisation de transport d'hydrocarbures. Un accident se produisant sur de telles infrastructures est susceptible d’avoir des effets graves sur les biens, les personnes ou l'environnement, selon la nature du matériau transporté. Des dispositions d’urbanisme peuvent être préconisées en conséquence.

## Toponymie
De l'occitan serre « mamelon peu élevé, croupe de collines, collines souvent de forme allongée » séparant deux vallées parallèles, provenant d'un terme pré-indo-européen ou au moins prélatin serre/serra « montagne allongée , crête en dos d'âne  », du latin serra scie ; en espagnol sierra, « colline ou montagne en dents de scie ». La morphologie des lieux est assez significative. La marque de pluriel apparaît dans la plupart de ces noms, soit par analogie, soit pour nommer un ensemble de hauteurs.

## Histoire
À proximité de l'église reconstruite en 1831, se trouveraient les vestiges d'une villa gallo-romaine qui serait le point de départ du village. Les Romains avaient construit une voie qui longeait la rivière et près de laquelle ils avaient édifié une ville. Les vestiges de plusieurs villas constituant des rues entières ont été mis au jour. Un matériel considérable a été recueilli. Lors des fouilles de 1866, on a découvert des fragments de marbre blanc et des mosaïques. Dans les environs immédiats ont été mis au jour des sarcophages, des monnaies dont l'une du Bas-Empire portait l'inscription Urbs Roma, des fûts de colonnes de marbre, des chapiteaux et le bras d'une statue de marbre. En 1882, Tallebois signalait les découvertes de fûts de colonnes, de chapiteaux, de mosaïques, de poteries, de monnaies, une belle statuette en marbre représentant Andromède sur son rocher, au lieu-dit Jouarbe. Les fouilles de M. Juzanx, instituteur de Serres-Gaston ont abouti à la découverte de plusieurs sarcophages, d'un fragment de colonne de marbre blanc veiné de bleu et de mosaïques. Fouilles réalisées par les étudiants, il y a 25 ans environ : ils auraient découvert un baptistère du IVe siècle. Il est fait de dallage, de mosaïque et a la forme de la croix Saint-André. Aujourd'hui, il se trouve dans une propriété privée et n'est pas visible.

## Politique et administration
| Période                                  | Période   | Identité          | Étiquette | Qualité      |
| ---------------------------------------- | --------- | ----------------- | --------- | ------------ |
| mars 2001                                | mars 2014 | Jean-Claude Deces |           | Retraité EDF |
| mars 2014                                | En cours  | Didier Dufourcq   | DVG       | Agriculteur  |
| Les données manquantes sont à compléter. |           |                   |           |              |

## Démographie
L'évolution du nombre d'habitants est connue à travers les recensements de la population effectués dans la commune depuis 1793. Pour les communes de moins de 10 000 habitants, une enquête de recensement portant sur toute la population est réalisée tous les cinq ans, les populations de référence des années intermédiaires étant quant à elles estimées par interpolation ou extrapolation. Pour la commune, le premier recensement exhaustif entrant dans le cadre du nouveau dispositif a été réalisé en 2005.

En 2022, la commune comptait 401 habitants, en évolution de +3,08 % par rapport à 2016 (Landes : +5,78 %, France hors Mayotte : +2,11 %).
| 1793 | 1800 | 1806 | 1821 | 1831 | 1836 | 1841 | 1846 | 1851 |
| ---- | ---- | ---- | ---- | ---- | ---- | ---- | ---- | ---- |
| 534  | 504  | 505  | 534  | 547  | 535  | 583  | 555  | 520  |

| 1856 | 1861 | 1866 | 1872 | 1876 | 1881 | 1886 | 1891 | 1896 |
| ---- | ---- | ---- | ---- | ---- | ---- | ---- | ---- | ---- |
| 545  | 555  | 529  | 509  | 524  | 557  | 526  | 529  | 513  |

| 1901 | 1906 | 1911 | 1921 | 1926 | 1931 | 1936 | 1946 | 1954 |
| ---- | ---- | ---- | ---- | ---- | ---- | ---- | ---- | ---- |
| 516  | 557  | 536  | 481  | 461  | 422  | 433  | 369  | 342  |

| 1962 | 1968 | 1975 | 1982 | 1990 | 1999 | 2005 | 2006 | 2010 |
| ---- | ---- | ---- | ---- | ---- | ---- | ---- | ---- | ---- |
| 353  | 319  | 316  | 320  | 328  | 340  | 342  | 345  | 360  |

| 2015 | 2020 | 2022 | - | - | - | - | - | - |
| ---- | ---- | ---- | - | - | - | - | - | - |
| 390  | 398  | 401  | - | - | - | - | - | - |

## Lieux et monuments
- Église Saint-Vincent-Diacre de Serres-Gaston.
- L'eau de la fontaine Saint-Vincent est connue pour ses vertus de guérison.

Fontaine Saint-Vincent